# Vansee
Der Vansee oder Van-See (türkisch Van Gölü, kurdisch Gola Wanê (Behra Wanê) armenisch Վանա լիճ, Wana lič, griechisch Θωσπῖτις, Thospitis) ist der größte See der Türkei und der größte Sodasee der Erde. Er liegt im äußersten Osten des Landes in den Provinzen Van und Bitlis. Um den See befinden sich Obst- und Getreideanbaugebiete. Die Provinzhauptstadt Van liegt am Ostufer des Sees.

## Geographie
Der Vansee liegt auf einer Höhe von 1648 m und ist einer der größten Gebirgsseen der Erde. Er hat keinen Abfluss und bildet ähnlich wie der im Iran östlich der iranisch-türkischen Grenze liegende Urmiasee einen riesigen Steppensee; dabei wird er von bis zu 4000 m hohen Vulkanen und Bergen umstanden. In SW-NO-Richtung ist das Gewässer 127 km lang, in N-S-Richtung maximal 52 km breit. Die Uferlänge beträgt ca. 576 km. Erstmals 1974 vorgenommene Echolotungen ergaben eine Tiefe bis zu 451 m. Die damals erstellte bathymetrische Karte wurde von Stephan Kempe ausgewertet und überschätzte aufgrund fehlender Daten das Seevolumen auf 607 km³ bei einer Fläche von 3574 km². 1985 erschien eine neue bathymetrische Seen-Karte, die zeigt, dass der See im Nord-Osten durch einen Rücken in zwei Becken, das nördliche Ahlat- und das zentrale Tatvan-Becken, getrennt wird. Dadurch verringert sich das Volumen auf 576 km³. Die Fläche wird mit 3522 km² angegeben.
Er zählt zu den endorheischen Gewässern, d. h., er wird nicht in ein Meer entwässert.
Der ursprüngliche Abfluss des Tales Richtung Euphrat wurde vor weniger als einer Million Jahren durch den Vulkan Nemrut blockiert. Ein theoretischer Abfluss des Sees, südlich von Tatvan Richtung Bitlis, liegt etwa 100 m über dem Seespiegel und es ist fraglich, ob dort jemals Seewasser abgeflossen ist. Die Regulierung des Wasserstands erfolgt über die Bilanz aus Zuflüssen aus den umliegenden, 12500 km² großen Gebirgsgebieten, und dem Niederschlag (Regen und Schnee) über dem See abzüglich der Verdunstung von der Seeoberfläche. Die jährliche Wasserbilanz wurde mit 4,2 km³ angegeben, dies würde zu einer Änderung des Seespiegels von 0,7 m führen. Da Zufluss und Verdunstung aber teilweise gleichzeitig erfolgen, ist die jahreszeitliche Seespiegelschwankung durchschnittlich nur ca. 0,5 m. Die Zahlen der Gesamtbilanz wurden durch Reimer inzwischen etwas nach unten auf 3,7 km³ korrigiert. Serien von feuchten und trockenen Jahren können den Seespiegel um mehrere Meter schwanken lassen, was zu Problemen für ufernahe Straßen und Bebauung und die Hafen- und Fähranlagen am See führt.

## Seewasser
Das Wasser des Vansees ist alkalisch, er ist der größte Sodasee der Erde. Das Wasser ist reich an Soda und anderen Salzen, die zur Herstellung von Waschmitteln dienen. Der pH-Wert des Wassers beträgt 9,8, der Salzgehalt 2,27 Prozent, davon etwa eine Hälfte Soda und eine Hälfte Kochsalz. Obwohl das kontinentale Klima Ost-Anatoliens im Winter (Dezember bis Februar) mittlere Temperaturen von unter 0 °C aufweist, friert der See nicht zu. Dies ist allerdings weniger dem hohen Salzgehalt, sondern eher dem hohen Volumen des Sees geschuldet. Im Winter kühlt er an der Oberfläche ab, kaltes Wasser sinkt nach unten und wird von wärmerem Tiefenwasser ersetzt. Die Tiefentemperaturen des Sees betragen ca. 3 °C, immer noch höher als die Temperatur größter Dichte für den Salzgehalt (ca. −1,3 °C). Anders als Süßwasserseen kühlt somit der See nicht am Boden auf die Temperatur größter Dichte ab und verhält sich somit hydrophysikalisch wie ein kleiner Ozean. Im Sommer wird der Salzgehalt an der Oberfläche durch zufließende Fluss- und Grundwässer verdünnt und erwärmt. Dadurch bildet sich eine allmählich dicker werdende Oberflächenschicht. Durch Verdunstung im Sommer und Abkühlung im Herbst wird die Salinität und Dichte der Oberflächenschicht erhöht, bis der See anfängt zu durchmischen. Allerdings durchmischt nicht das ganze Volumen, sondern nur Teile, so dass auch der Sauerstoffgehalt des Sees nicht komplett erneuert wird und nach unten bis auf fast Null abnimmt (meromiktisch). Die hohe Alkalinität von bis zu 155 meq/l (9,5 g gelöste Karbonate/l) sorgt aufgrund des Löslichkeitsgleichgewichtes für sehr niedrige Calcium-Konzentrationen von nur 4 mg/l. Trotzdem ist der See um das Zehnfache an Calciumcarbonat (CaCO3) übersättigt. An den Flussmündungen, an denen Wässer mit hoher Calcium-Konzentrationen sich mit dem Seewasser mischen, fällt daher fein-nadeliger Aragonit aus, der das Wasser milchig werden lässt (sog. Whitings). Diese feinen Aragonite setzen sich am Seeboden ab und bilden eine helle Sommerlage. Im Herbst und Winter lagern sich dagegen dunklere Sedimente (Tonminerale und organische Substanz) ab, so dass Jahreslagen (Warven) entstehen. Über Grundwasseraustritten bilden sich dagegen hohe Türme, die zunächst aus Korallen-artig wachsenden Calcit-Bäumchen bestehen (chemischer Garten), die dann von Cyanobakterien besiedelt werden. Auf Grund der hohen CaCO3-Übersättigung fällt auf ihren Kolonien Aragonit aus. Solche mikrobiell ausgefällten Kalke werden als Mikrobialite, bzw. – wenn sie laminiert sind – als Stromatolithe bezeichnet. Im Vansee wurden durch Echolot bis zu 40 m hohe Türme aus solchen Karbonaten entdeckt und durch Taucher beprobt. Sie gehören zu den größten, aktiv wachsenden Mikrobialiten, die bekannt sind. Die mikrobielle Zusammensetzung wurde durch DNA charakterisiert und zeigt zahlreiche verschiedene Organismen, die an der Aragonit-Fällung beteiligt sind.

## Sedimente, Paläoklima und Beckenentwicklung
Die 1974 und 1990 geborgenen Kerne enden alle in einer harten, Dolomit-reichen Lage. Darüber liegen (in den Tiefwasserkernen) sechs farblich unterschiedliche Sedimentabschnitte, die feinlaminert sind. Die Laminierung wird lediglich durch Lagen von Vulkan-Aschen, (Lagen A-P) kleine Turbidit-Lagen und einigen Rotationsblockrutschungen unterbrochen. Die Laminierung hat sich als Jahresschichten (Warven) erwiesen und erlaubt eine Korrelierung der Kerne untereinander. Dadurch können gestörte Segmente in einem Kern durch intakte Segmente in einem anderen Kern ersetzt werden und so die Warven kontinuierlich ausgewertet werden. Die erste, visuelle Zählung von S. Kempe an den Kernen von 1974 ergab die Präsenz von 10.420 Jahren. Damals war allerdings klar, dass aufgrund der Kolbenlot-Technik die jüngsten Abschnitte vermutlich verloren gegangen waren. Daher wurden 1990 Kerne mit anderer Technik geborgen und mit moderner Scan-Technik durch G. Landmann und G. Lemcke bearbeitet.
Insgesamt sind die Kerne bis 14.740 Jahre BP gewarvt (d. h. bis 12.790 v. Chr.) und repräsentieren das gesamte Holozän und große Teile des Spätglazials, inklusive der Jüngeren Dryas. Vor allem stimmen die Längen der Abschnitte fast jahresgleich mit den Abschnitten der Eiskernzählungen überein.
Aus den in den Sedimentablieferungen enthaltenen Karbonaten lassen sich Schlussfolgerungen zur Geschichte des Sees ableiten. Die aus der Tiefe des Sees geborgenen Kerne enden nicht nur in einer harten, nicht-laminierten und dolomitischen Lage, sondern es gibt auch weitere Lagen mit Magnesium-reichen Karbonaten. Dolomit, ein Magnesium-Calcium-Karbonat, und Magnesium-reiche Karbonate können nur bei sehr hohen Übersättigungen dieser Minerale ausfallen. Diese Lagen, wie auch die harte Bodenlage zeigen daher Regressionsphasen, d. h. Seespiegelrückgänge an. Außerdem wurde entdeckt, dass in den tiefen Kernen der Salzgehalt der Porenwässer stark nach unten zunimmt. Daraus, und aus bestimmten Sedimenttexturen, ist zu schließen, dass der See vor etwa 15.000 Jahren fast ausgetrocknet war und dass seitdem der Seespiegel ansteigt und Salz aus den alten Sedimenten wieder in den See diffundiert. Zu dieser Interpretation passt, dass das Salzalter des Sees, also das Verhältnis der Gesamtmenge des Chlorids im heutigen See zum jährlichen Input über Flüsse und Regen, etwa 200.000 Jahren entspricht, der See also nicht nur aus den Flüssen, sondern auch aus den tiefen Sedimenten Salz eingespeist bekommen muss. Die Magnesium-reichen Lagen in den höheren Lagen der Sedimente zeigen ebenfalls Regressionsphasen an: Zwischen 12.400 und 10.800, 9000 bis 8400 und um 3000 Jahre BP. Diese Trockenphasen finden sich z. T. auch in anderen Seen des Nahen Ostens.
Terrassen über dem heutigen Spiegelniveau zeigen Seespiegelhochstände an. In einer von ihnen wurden ebenfalls laminierte Sedimente gefunden, die eine Chronologie von 606 Jahren darstellen. Sie wurde durch 14C-Datierung auf den Zeitraum 20.700 bis 20.100 Jahre BP fixiert, entsprechend einem Hochstand während des letzten Hochglazials. Dieser Hochstand findet sich auch in anderen Seen des Nahen Ostens, wie dem Toten Meer. Alle diese Schwankungen zeugen von massiven Klimaschwankungen, ausgelöst durch die mehrfache Verlagerung von Monsun- und Kontinental-Klimazonen im Spätglazial.

## Fauna
Die einzige, endemische Fischart im Vansee, die bereits von Strabo erwähnt wurde, ist die Karpfenart Chalcalburnus tarichi (türkisch İnci kefalı). Die Art scheidet, wie alle Fische, Ammonium (und nicht Harnstoff) aus, das eigentlich bei den hohen pH-Werten des Sees toxisch sein sollte; insofern ist diese Art weltweit einzigartig. Sie wurde erstmals von Johann Anton Güldenstädt beschrieben. Sie kann nur im Brackwasser in der Nähe der Flussmündungen leben und muss zum Laichen die Flüsse hochziehen. Sie gehört inzwischen zu den bedrohten Tierarten. Die Fische sind durch illegalen Fang während der Laichzeit, Verlust des Lebensraums durch Kiesabbau und Wasserverschmutzung bedroht. Die Art wurde auch im benachbarten Erçek Gölü eingebürgert.
Die Umgebung des Sees ist die Heimat der Vankatzen. Häufig haben die Augen der etwa 1000 Exemplare dieser Katzenrasse unterschiedliche Farben.

## Verkehr

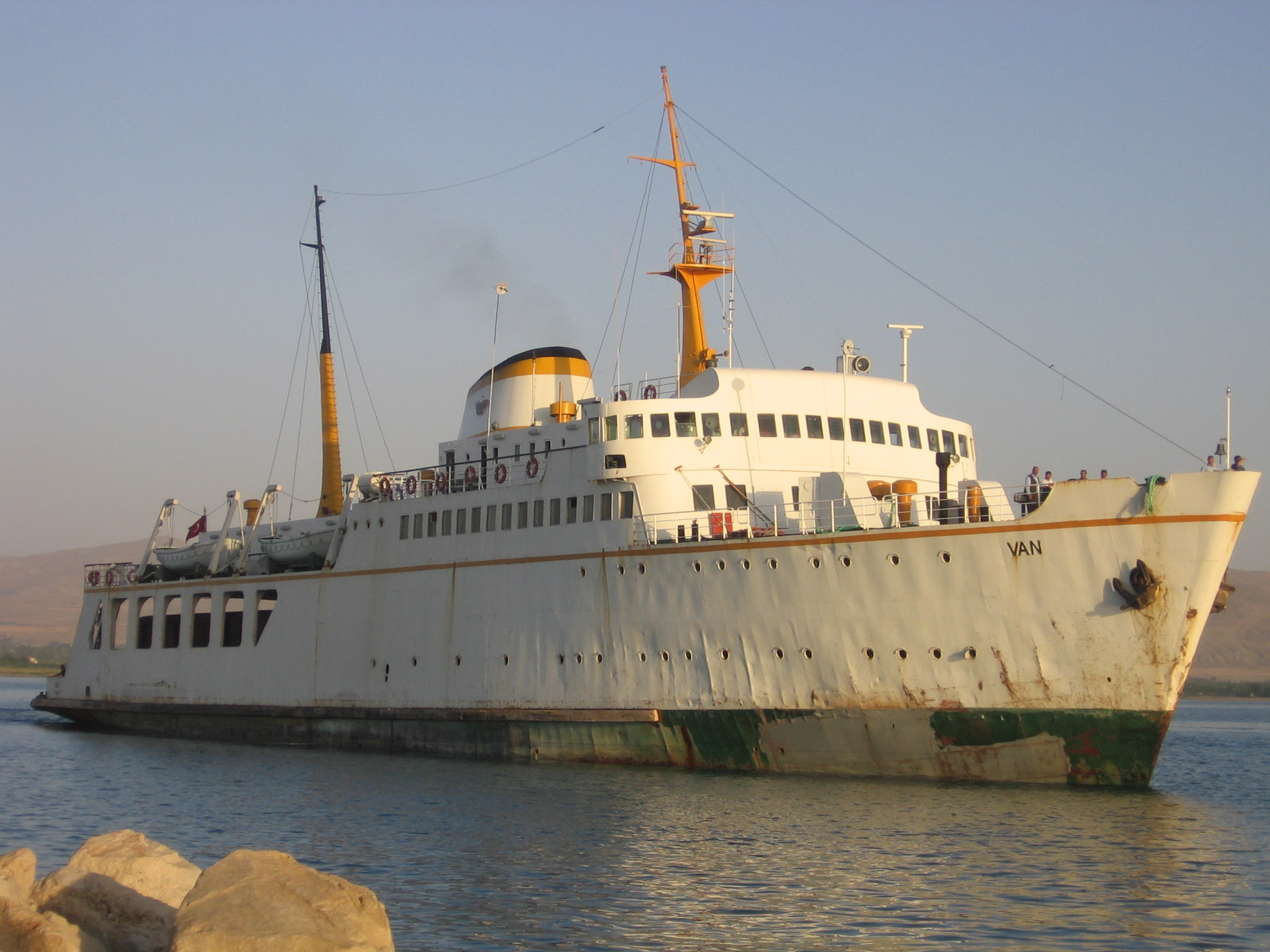
Eisenbahnfähre Van auf dem Vansee

Zwischen den Städten Tatvan und Van verkehrt eine Eisenbahnfähre. Das Trajekt dient dem Eisenbahnverkehr des Transasia-Express zwischen Istanbul und Täbris bis nach Teheran. Auch LKWs, PKWs und Reisende werden mit den Schiffen befördert. Insgesamt vier Fähren wurden am Schwarzen Meer gebaut, zerschnitten und in einem Trockendock in Tatvan wieder zusammengesetzt.
Zum 15. Januar 2018 wurde eine neue Fähre in Betrieb genommen. Die Sultan Alparslan ist 136,5 m lang und 24 m breit. Auf vier parallelen Gleisen von je 125 m Länge können 50 Güterwagen bei einem Maximalgewicht von 3875 Tonnen gleichzeitig übergesetzt werden. Die Sultan Alparslan ist die größte Fähre der Türkei. Zusätzlich können 350 Reisende mitgenommen werden. Die Fähre wurde im Dock von Van gebaut. Eine zweite Fähre befindet sich dort im Bau.

## Geschichte
In den assyrischen Quellen wird der Vansee als der „Obere See“ bezeichnet. Der Name taucht zum Beispiel in den Inschriften von Tukulti-Ninurta I. in Verbindung mit den Nairi-Ländern auf. Auch Aššur-bel-kala erwähnt den „oberen See“ in einem Fragment. In neu-assyrischen Inschriften (Salmanasser III., Sanherib, Assurhaddon und Aššurbanipal) taucht die Formel „Eroberer von dem Oberen See bis zum Unteren See“ auf.
Manche Forscher nehmen allerdings an, dass sich die Bezeichnung „Obere See“ hier auf das Schwarze Meer bezieht. In mehreren Inschriften von Tiglat-Pileser III. wird das „Obere Meer des Sonnenuntergangs“ erwähnt; der Begriff wurde anscheinend sowohl für den Vansee als auch für das Mittelmeer verwendet, das Tiglat-Pileser III. als erster assyrischer Herrscher erreichte. Der Begriff „Meer von Nairi“ wird gewöhnlich mit Vansee übersetzt. Seit Salmanasser II. werden „oberes und unteres Meer von Nairi“ erwähnt, Russell vermutet hier den Vansee und den Urmia-See, die allgemeinere Formulierung „Meer von Nairi“ bezeichnet also möglicherweise beide Gewässer.
Der Vansee und sein alkalisches Wasser war den antiken Geographen wie unter anderen Eratosthenes und Strabo bekannt.
Hewsen (1982) nimmt an, dass sich das Buana der Geographika des Ptolemäus auf den Vansee bezieht.
In der Antike wurde der See auf Latein Thospites Lacus genannt. Der Name leitet sich von Tušpa ab, dem früheren Namen der Stadt Van.
Die Kirchengeschichte des Philostorgius kennt einen Hyrkanischen See, den Driver mit Vorbehalten mit dem Vansee identifiziert. Er gilt ihm als die Quelle des (im ehemaligen Urartu gelegenen) Tigris.
Im Mittelalter findet sich auf manchen Karten auch die lateinische Bezeichnung Arsissa Palus.
In mittelalterlichen islamischen Quellen wurde der See See von Erciş oder See von Ahlat genannt.

### Forschungsgeschichte
Zu den frühen westlichen Reisenden, die über den Vansee und sein Wasser berichteten, gehören Parrot (1834), Abich (1856) und Sieger (1888).
Tullus (1944), Gessner (1957) und Irion (1973) veröffentlichten die ersten chemischen Analysen des Vansee-Wassers.
Legler und Krasske (1940), Kiefer (1955) und Hauer (1957) beschäftigten sich mit Phyto- und Zooplankton des Sees.
Schweizer (1975) beschäftigte sich zum ersten Mal mit den Terrassen des Sees.
An 1974 von Egon T. Degens und weiteren Forschern aufbereiteten Sedimentskernen wurden auch Pollen analysiert. Die neue Warvenzählung erlaubt es, die Vegetationsentwicklung im Van-Becken nachzuvollziehen. Die älteste Probe stammt von ca. 13.600 BP. Im Bölling und im späten Alleröd war das Klima sehr trocken, 90 % der Pollen stammen von krautigen Pflanzen, vor allem Gänsefußgewächse und Beifuß. Im Alleröd steigen die Temperaturen stark an. Im jüngeren Dryas ging der Baumbestand durch Kälte und Trockenheit wieder zurück, Meerträubel wurde häufiger. Am Ende des jüngeren Dryas stiegen die Temperaturen stark, und es kam zu einem raschen Schmelzen der Gletscher im Einzugsgebiet des Sees. Vor 10.100 Jahren waren sie komplett verschwunden.
Ca. 1000 v. Chr. zeigte ein erhöhter organischer Eintrag und der Rückgang der Eiche den Beginn eines verstärkt anthropogenen Einflusses an. Andere Bäume, wie Kiefer und Walnuss nahmen zu. Im Falle der Walnuss ist anzunehmen, dass sie angebaut wurde.
Die erste große, multidisziplinäre und internationale Expedition wurde im Juli 1974 von Egon T. Degens organisiert und von der Deutschen Forschungsgemeinschaft finanziert. An der neuntägigen Expedition waren Forscher der Universität Hamburg, ETH und des Türkischen Geologischen Dienstes (MTA) aus Ankara beteiligt. Es wurden flachseismische Pinger-Profile gefahren und mit einem Druckluftpulser (Air-Gun) als Stoßwellenerzeuger tiefenseismische Aufnahmen gemacht, insgesamt neun Sedimentkerne (bis 9,5 m Länge aus bis zu 400 m Tiefe) und Wasserproben aus bis 380 m Tiefe geborgen. Die Ergebnisse wurden in dem Buch "Geology of Lake Van" und in der Dissertation von S. Kempe veröffentlicht.
Die zweite und dritte internationale Expedition wurde im Sommer 1989 und 1990 von Stephan Kempe organisiert und ebenfalls von der DFG sowie von der Volkswagenstiftung finanziert. Teilnehmer waren vom 6. Juni bis 9. Juli 1989 bei der ersten Expedition Forscher der Universität Hamburg, der Polnischen Akademie der Wissenschaften, der ETH Zürich und der Dokuz Eylül Üniversitesi in Izmir.
An der zweiten Expedition vom 7. Juni bis 6. Juli 1990 nahmen Forscher der Universität Hamburg, der ETH Zürich und der Dokuz Eylül Üniversitesi teil. Es wurden erneut Kolbenlot-Sedimentkerne genommen, die Wassersäule bis zum Boden zweimal detailliert beprobt ebenso wie die dem Vansee zufließenden Flüsse. Stromatolitische Säulen wurden mit Echolotungen kartiert und ihr Gestein und internes Wasser durch Tauchen beprobt. Außerdem wurde eine Sedimentfalle im See für ein Jahr ausgesetzt. Die Ergebnisse dieser Expeditionen wurden in den Dissertationen von Landmann (Sedimente), Reimer (Wasserchemie), Lemke (Palaeoklima) und Kiefer (Mantel-Helium) sowie zu zahlreichen weiteren Veröffentlichungen vorgestellt.
Eine weitere große Vansee-Expedition firmierte unter dem Logo "Palaeovan" und konzentrierte sich auf seismische Profile (2007) und Tiefenbohrungen (2010) im Rahmen des Internationalen Kontinentalen Bohrprogramms ICDP zur Erfassung der quartären Geschichte des Vansee-Beckens.
Ein Taucherteam unter Leitung des Unterwasserfotografen Tahsin Ceylan fand 2016 im flachen Wasser nahe Adilcevaz die Ruinen einer alten Burg, möglicherweise aus der Urartu-Zivilisation.

## Sehenswürdigkeiten

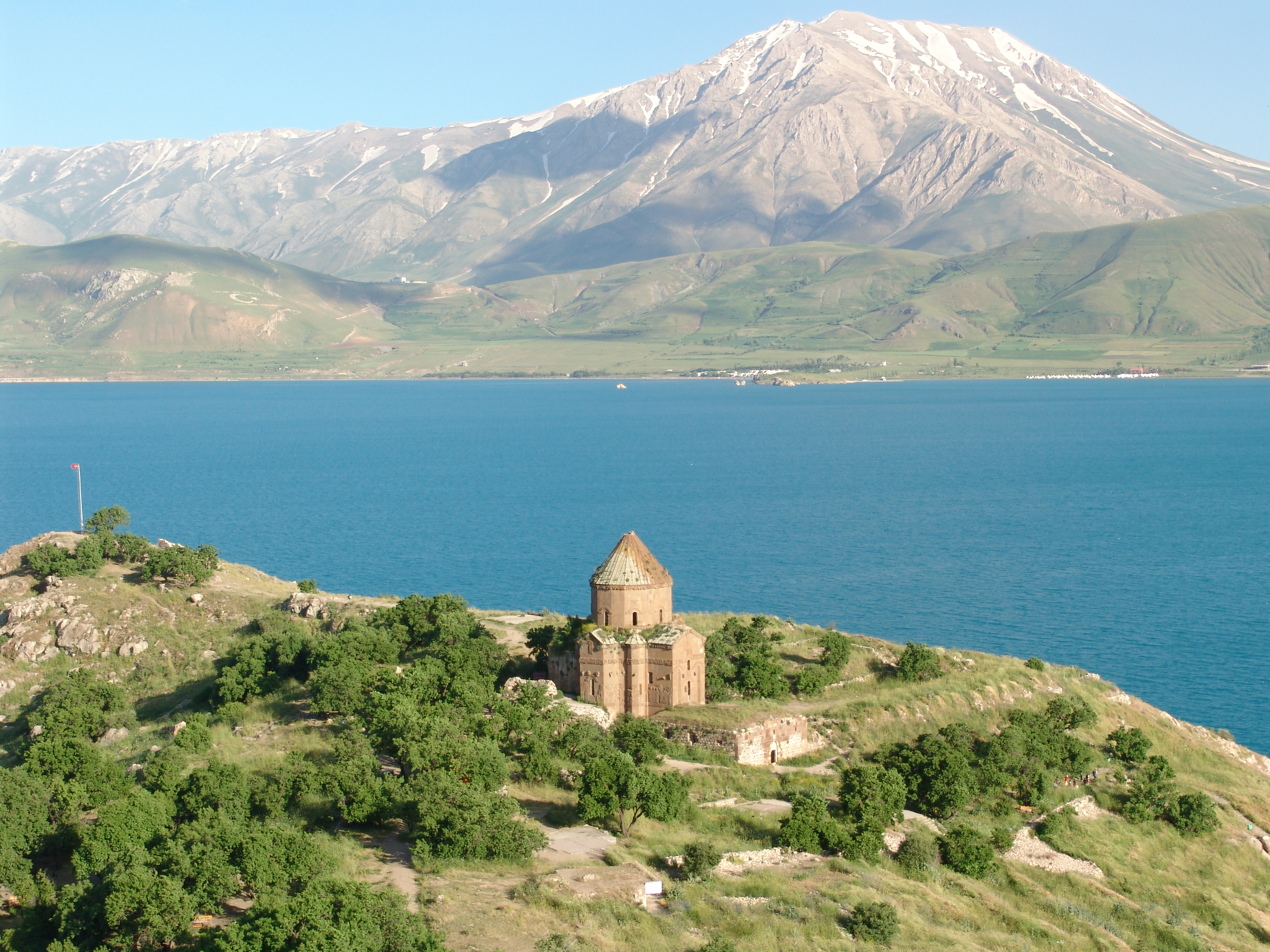
Kirche zum Heiligen Kreuz auf der Insel Akdamar. Im Hintergrund der Berg Çadır.

Im südlichen Teil des Sees, nahe dem Ort Gevaş, lag auf der Insel Akdamar ein armenisches Kloster. Davon ist noch die Kirche zum Heiligen Kreuz (armenisch Սուրբ խաչ, Surb Chatsch), 915 bis 921 erbaut, erhalten.
Seit Anfang des 21. Jahrhunderts gibt es Streit zwischen armenischen Gläubigen bzw. der armenischen apostolischen Kirche und den türkischen Behörden um die Nutzung der Kirche. Die Armenier möchten das Kirchengebäude wenigstens zeitweilig für Gottesdienste nutzen, während nach türkischen Vorstellungen das Gebäude ausschließlich ein Museum sein soll.
2005 beschloss die türkische Regierung die Restaurierung des Bauwerks, nicht zuletzt unter Druck von Öffentlichkeit und Presse. Am 29. März 2007 ließ die türkische Regierung die mittelalterliche armenische Kirche als Kulturdenkmal eröffnen. Die Restaurierungsarbeiten an der Kirche kosteten 4 Mio. YTL. Der armenische Architekt Zakaryan Mildanoğlu war an der Restaurierung beteiligt.
Am 19. September 2010 fand nach etwa 100 Jahren wieder ein christlicher Gottesdienst in der Kirche statt. Zu der zweistündigen Messe reisten neben türkischen Armeniern viele Armenier aus Armenien und den USA an. Die Messe leitete Erzbischof Aram Ateschian aus Diyarbakır. Anfang Oktober wurde ein 2 Meter großes und 110 kg schweres Kreuz auf die Kirche gesetzt. Das Kreuz wurde vom armenischen Priester Tatula Anuşyan aus Istanbul geweiht.
Weitere Sehenswürdigkeiten im oder am Vansee sind der seldschukische Friedhof von Ahlat und die Armenisch-Apostolischen Klöster Karmravank, Ktuts und Narekawank.